# 隴海鉄路600型蒸気機関車
隴海鉄路600型蒸気機関車（ろうかいてつろ600がたじょうききかんしゃ）は、南満洲鉄道（満鉄）技術部が、中華民国の隴海鉄路（現・中国国鉄隴海線）向けに製造した蒸気機関車。車軸配置は2-10-0。

## 計画の背景
隴海鉄路は黄海に面した連雲から洛陽、西安を通して奥地を目指す中国横断鉄道とよべる路線で、当初はフランスやロシアのダミー会社であるベルギー資本のものが多く導入された。軸重は15.9トンから22.7トンが大部分を占めていた。
1936年に当時の中華民国鉄道部が国際入札を行い、満鉄が競り落とした。機関車は3両が大連工場で製造され、4両は汽車製造、川崎重工、日立製作所、日本車輌が各部品を製造して組み立てを汽車製造がおこなった。

## 構造
ボイラーは3缶構成で第二缶胴がストレートトップ・コニカボトムで満鉄が所有するデカイ型を大きく上回っていた。材質は沿線の水質の悪さを考慮して内火室とステイは銅製にされた。シリンダー630mm ×750mm、でシリンダー引張力はミカシ型に匹敵する。
走り装置は動輪径が1400 mm、動輪軸重が20トン、動輪軸距は6000 mm で、第三動輪がフランジレス、第五動輪は片側に15ミリの横動をあたえ、アメリカ式のコイルバネ復元装置を備えている。主連棒大端と連結棒クランクピンにフローティングブッシュを備え、第五動輪のブッシュが外周を球面とした。
先台車にテーパーローラベアリング軸箱とエコノミー式復元装置を採用し、重量配分のために複式空気圧縮機を前デッキに配置した。
そのほかにも自動給炭機、多弁式加減弁、E式過熱管、動力逆転器を備えている。また、キルシャップエキゾーストを搭載しており、日本で作られた機関車でキルシャップを付けていたのは現存する資料でこの形式のみである。

## その後
1937年に日本から大連に陸揚げされて、満州と中国の国境付近となる山海関で引き渡されたが、同じ年に日中戦争が勃発し、日本軍による華北占領後の1939年に7両とも、満鉄資本で作られた華北交通に編入されて同社のデカ1500形に改称された。

## 関連文献
- 田辺幸夫「続大陸の鉄輪1　1Eテンダ600形と隴海鉄道」『鉄道ファン』1969年3月号、交友社
- 鉄道ファン編集部「隴海鉄道1Eテンダ600形機関車（補遺）」『鉄道ファン』1969年4月号、交友社